# Tarporley-Maler

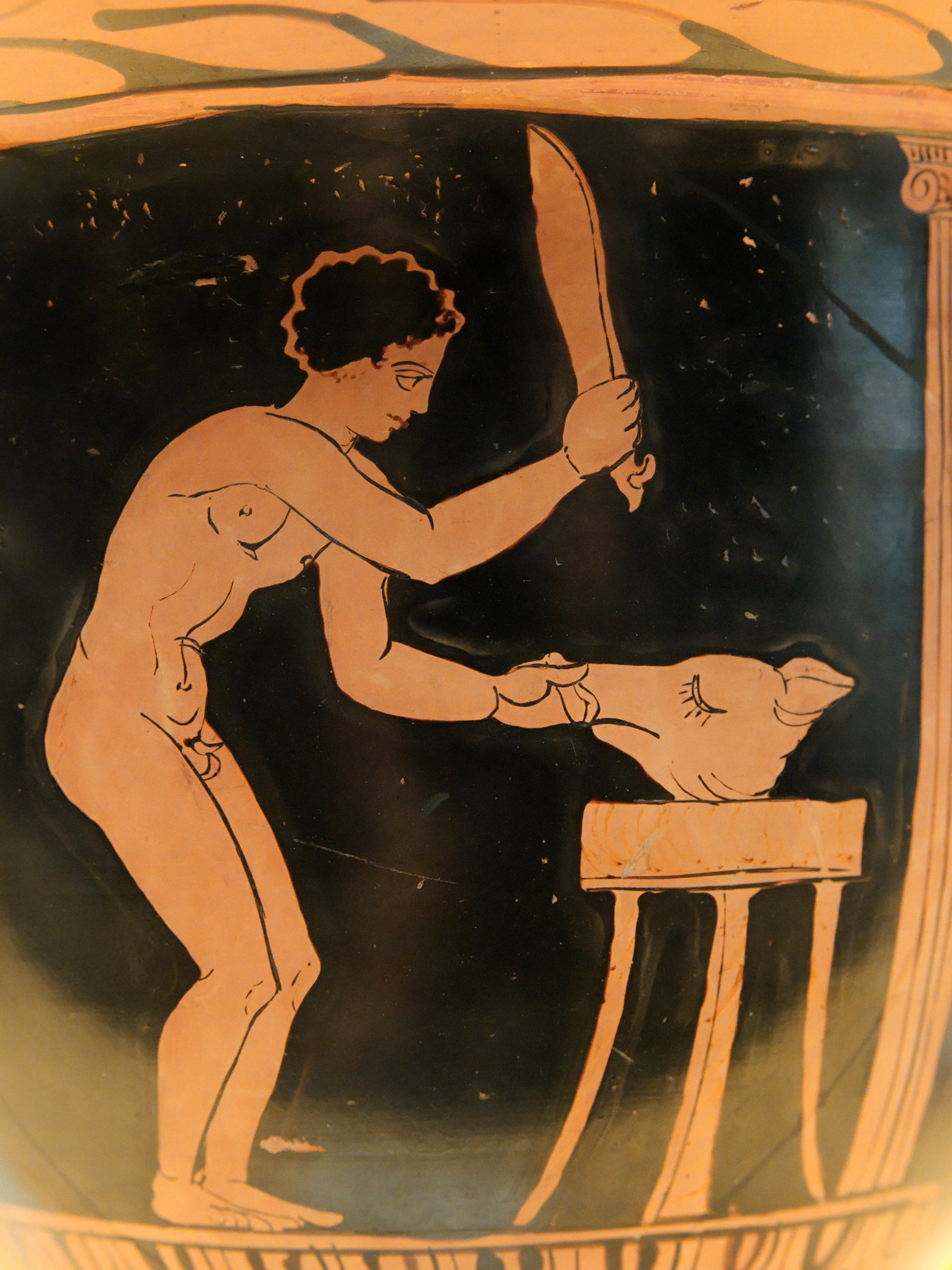
Ein Jüngling richtet den Kopf eines geopferten Schweins her, Glockenkrater, um 360/40 v. Chr.

Der Tarporley-Maler war ein apulischer Vasenmaler. Seine Werke werden ins erste Viertel des 4. Jahrhunderts v. Chr. datiert.
Der Tarporley-Maler ist ein Vertreter des sogenannten „einfachen Stils“ und der wichtigste Vertreter dieser Stilrichtung seiner Zeit. Er gilt als Schüler und Nachfolger des Sisyphos-Malers, was man anhand der eleganten Darstellung der Glieder und feierlichen Mimik der von ihm dargestellten Frauen und seinen Manteljünglingen erkennen kann. Seine Gewänder sind jedoch unruhiger gearbeitet. Er zeichnet Köpfe häufig oval und lässt sie nach vorn neigen. Zwischen seinen Figuren finden sich häufig Blumen, Zweige oder Ranken. Im Laufe der Zeit wird seine Zeichenweise zwar flüssiger, aber auch ungenauer. Besonders gern malt er auf Glockenkratern. Hier zeigt er häufig dionysische Szenen und Bilder aus dem Theatermilieu. Darunter befindet sich die chronologisch erste bekannte Phlyakenvase, die die Bestrafung eines Diebes zeigt, zu der er zusätzlich eine metrische Versinschrift schreibt. Mythologische Szenen stellt er indessen selten dar.
Eine besonders enge Beziehung schien zum Dolon-Maler bestanden zu haben, womöglich gab es zwischen beiden Künstlern zeitweise eine direkte Zusammenarbeit. Auch zum Klejman-Maler und zum Maler von Lecce 686 besteht eine Beziehung. In der Nachfolge des Tarporley-Malers finden sich drei selbstständige Schulen, die alle in der Tradition ihres Meisters stehen. Wichtigster Maler der ersten Gruppe ist der Schiller-Maler, in der zweiten Gruppe ragen der Hoppin-Maler, der Truro-Maler und der Lecce-Maler heraus und in der dritten Gruppe sind der Maler von Karlsruhe B9 und der Dijon-Maler von besonderer Bedeutung.